# Turrúcares
Turrúcares est un quartie de Costa Rica fait partie du canton de Alajuela, dans la province de Alajuela.